# Дубневский сельский округ
Дубневский сельский округ — упразднённая административно-территориальная единица, существовавшая на территории Ступинского района Московской области в 1994—2006 годах.
Дубневский сельсовет был образован в составе Малинского района Московской области 14 июня 1954 года путём объединения Кошелевского и Харинского с/с.
7 декабря 1957 года Малинский район был упразднён и Дубневский с/с был передан в административное подчинение городу Ступино.
25 сентября 1958 года к Дубневскому с/с были присоединены селения Бортниково, Бурцево, Горностаево, Кочкорево и Матюково упразднённого Бортниковского с/с. Одновременно из Малинского с/с в Дубневский были переданы селения Бабеево, Крапивня, Савельево, Сотниково и станция Сотниково, а из Дубневского с/с в Малинский — селения Каменка, Кошелевка, Николо-Тители и Ягодничево.
3 июня 1959 года Дубневский с/с вошёл в новообразованный Ступинский район.
31 июля 1962 года к Дубневскому с/с был присоединён Сафроновский сельсовет.
1 февраля 1963 года Ступинский район был упразднён и Дубневский с/с вошёл в Ступинский сельский район. 11 января 1965 года Дубневский с/с был возвращён в восстановленный Ступинский район.
2 февраля 1968 года из Дубневского с/с в Леонтьевский были переданы селения Горностаево и Харино.
3 февраля 1994 года Дубневский с/с был преобразован в Дубневский сельский округ.
9 августа 2004 года из Дубневского с/о в черту рабочего посёлка Михнево была передана деревня Астафьево.
В ходе муниципальной реформы 2004—2005 годов Дубневский сельский округ прекратил своё существование как муниципальная единица. При этом все его населённые пункты были переданы в городское поселение Малино.
29 ноября 2006 года Дубневский сельский округ исключён из учётных данных административно-территориальных и территориальных единиц Московской области.